# Magritte voor beste actrice
De Magritte voor beste actrice (Magritte de la meilleure actrice) is een Belgische filmprijs die sinds 2011 wordt uitgereikt door de Académie André Delvaux, samen met de andere Margrittes de cinéma. De prijs wordt toegekend aan de beste Belgische actrice in een Franstalige film van het jaar.

## Winnaars en genomineerden

### Jaren 2010
| Jaar                | Actrice                          | Film |
| ------------------- | -------------------------------- | ---- |
| 2011                |                                  |      |
| Anne Coesens        | Illégal                          |      |
| Yolande Moreau      | Mammuth                          |      |
| Aylin Yay           | Maternelle                       |      |
| Cécile de France    | Sœur Sourire                     |      |
| 2012                |                                  |      |
| Lubna Azabal        | Incendies                        |      |
| Isabelle de Hertogh | Hasta la vista                   |      |
| Cécile de France    | Le Gamin au vélo                 |      |
| Yolande Moreau      | Où va la nuit                    |      |
| 2013                |                                  |      |
| Émilie Dequenne     | À perdre la raison               |      |
| Christelle Cornil   | Au cul du loup                   |      |
| Déborah François    | Les Tribulations d'une caissière |      |
| Marie Gillain       | Toutes nos envies                |      |
| 2014                |                                  |      |
| Pauline Étienne     | La Religieuse                    |      |
| Astrid Whettnall    | Au nom du fils                   |      |
| Lubna Azabal        | Goodbye Morocco                  |      |
| Déborah François    | Populaire                        |      |
| 2015                |                                  |      |
| Émilie Dequenne     | Pas son genre                    |      |
| Déborah François    | Maestro                          |      |
| Ben Riga            | Je te survivrai                  |      |
| Pauline Étienne     | Tokyo fiancée                    |      |
| Manah Depauw        | Welcome Home                     |      |
| 2016                |                                  |      |
| Veerle Baetens      | Un début prometteur              |      |
| Christelle Cornil   | Jacques a vu                     |      |
| Annie Cordy         | Les souvenirs                    |      |
| Yolande Moreau      | Voyage en Chine                  |      |
| 2017                |                                  |      |
| Astrid Whettnall    | La Route d'Istanbul              |      |
| Virginie Efira      | Victoria                         |      |
| Marie Gillain       | Mirage d’amour                   |      |
| Jo Deseure          | Un homme à la mer                |      |
| 2018                |                                  |      |
| Émilie Dequenne     | Chez nous                        |      |
| Lucie Debay         | King of the Belgians             |      |
| Cécile de France    | Ôtez-moi d'un doute              |      |
| Fiona Gordon        | Paris pieds nus                  |      |
| 2019                |                                  |      |
| Lubna Azabal        | Tueurs                           |      |
| Yolande Moreau      | I Feel Good                      |      |
| Cécile de France    | Mademoiselle de Joncquières      |      |
| Natacha Régnier     | Une part d'ombre                 |      |

### Jaren 2020
| Jaar             | Actrice                        | Film |
| ---------------- | ------------------------------ | ---- |
| 2020             |                                |      |
| Veerle Baetens   | Duelles                        |      |
| Anne Coesens     | Duelles                        |      |
| Lubna Azabal     | Tel Aviv on Fire               |      |
| Cécile de France | Un monde plus grand            |      |
| 2022             |                                |      |
| Jo Deseure       | Une vie démente                |      |
| Lubna Azabal     | Adam                           |      |
| Virginie Efira   | Adieu les cons                 |      |
| Lucie Debay      | Une vie démente                |      |
| 2023             |                                |      |
| Virginie Efira   | Revoir Paris                   |      |
| Babetida Sadjo   | Juwaa                          |      |
| Lucie Debay      | Lucie perd son cheval          |      |
| Lubna Azabal     | Rebel                          |      |
| 2024             |                                |      |
| Lubna Azabal     | Le Bleu du caftan              |      |
| Lucie Debay      | Le Syndrome des amours passées |      |
| Yolande Moreau   | La Fiancée du poète            |      |
| Mara Taquin      | La Petite                      |      |